# Asociación Civil Mineros de Guayana
L'Asociación Civil Mineros de Guayana és un club de futbol veneçolà de la ciutat de Puerto Ordaz.

## Història
El club va ser fundat al Colegio Loyola Gumilla de Puerto Ordaz l'11 de novembre de 1981 amb el nom de Club Deportivo Mineros de Guayana. El 20 de novembre del mateix any se'n signà l'acta de constitució.

## Palmarès
- Lliga veneçolana de futbol[1]
  - Era Professional: 1989

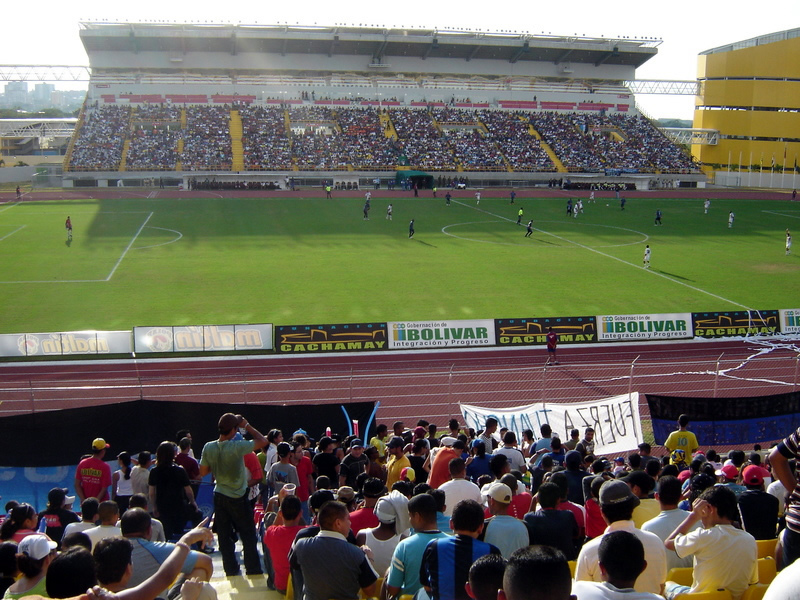
Partit de lliga enfront Caracas FC.

- Segona divisió veneçolana de futbol:
  - 1982
- Copa veneçolana de futbol:[2]
  - 1984

## Futbolistes destacats
- Daniel Arismendi
- Josimar
- Giancarlo Maldonado
- Stalin Rivas